# Zagroda Korkoszów w Czarnej Górze
Zagroda Korkoszów w Czarnej Górze – filia Muzeum Tatrzańskiego.

## Historia obiektu
Najstarsza część zagrody pochodzi z końca XIX w.
- 1919 - Alojzy Chyżny rozpoczyna rozbudowę gospodarstwa
- Początek lat 30. - pożar, a następnie rozbudowa (powstaje m.in. brama wjazdowa)
- Lata 40. - rozbudowa gospodarstwa
- Pod koniec lat 40. rodzina przenosi się na Słowację; w zagrodzie przez jakiś czas mieszka mnich-zielarz.

- 1980 - rodzina Korkoszów przekazuje zagrodę na rzecz Skarbu Państwa z życzeniem utworzenia tu muzeum
- 1981-1983 - remont przeprowadzony przez Muzeum Tatrzańskie; utworzenie ekspozycji etnograficznej przedstawiającej życie zamożnej rodziny na Spiszu w okresie XIX/XX w.[1]

## Budynki i wnętrza
Zagroda składa się z pomieszczeń mieszkalnych i gospodarczych rozmieszczonych w kształcie litery U, skupionych pod jednym dachem. Na najstarszą część zagrody składają się: sień, kuchnia i pomieszczenie z kieratem (pierwotnie - stajnia). Dziedziniec pomiędzy  budynkami zwany jest oborą. Od strony bramy, czyli od wschodu, jest płot z bramą wjazdową i furtką dla pieszych.

### Zabudowania mieszkalne
Budynek mieszkalny jest usytuowany na planie prostokąta, ustawiony szczytem do drogi. Podmurówka wykonana z piaskowca (grapówka). Zrąb chałupy wykonany z płazów (przepołowionych wzdłuż rdzenia pni drzew) oraz okrąglaków z drzewa świerkowego. Szpary są uszczelnione mchem, czoła pobielone. Konstrukcja ścian zrębowa. Dach dwuspadowy, półszczytowy, kryty gontem, stromy (ochrona przed zaleganiem śniegu), ma także wysunięty okap (ochrona przed deszczem) i zawieszone pod nim drewniane, dłubane rynny.
Skład pomieszczeń części mieszkalnej: sień, kuchnia (izbecka), wielka izba, letnia izba. Usytuowane są jedno za drugim. Dwa wejścia umieszczone są w południowej, frontowej ścianie domu: przez sień i poprzez ganek. W sieni znajdował się warsztat stolarski właściciela, na strychu trzymano ziarno. W ,,pańskiej izbie" (dla gości) wyposażenie jest z lat 40., gdy mieszkała tam jeszcze rodzina Korkoszów. Dodatkowo stoi tam też warsztat tkacki.

### Zabudowania gospodarcze
Budynki gospodarcze usytuowane są na planie litery L, są to: kierat, boisko (zamknięte dwuskrzydłowymi wrotami), owczarnia, stajnia i wozownia. Kierat i owczarnia mają konstrukcję zrębową. Stajnia murowana, wybudowana z piaskowca pochodzącego z Grapy nad rzeką Białką. Do stajni przylega wozownia o słupowej konstrukcji ścian; obita deskami świerkowymi. Zabudowania pokryte są stromym dachem dwuspadowym krytym gontem. Dach ma wysunięty okap, pod okapem wiszą drewniane, dłubane rynny.

## Galeria

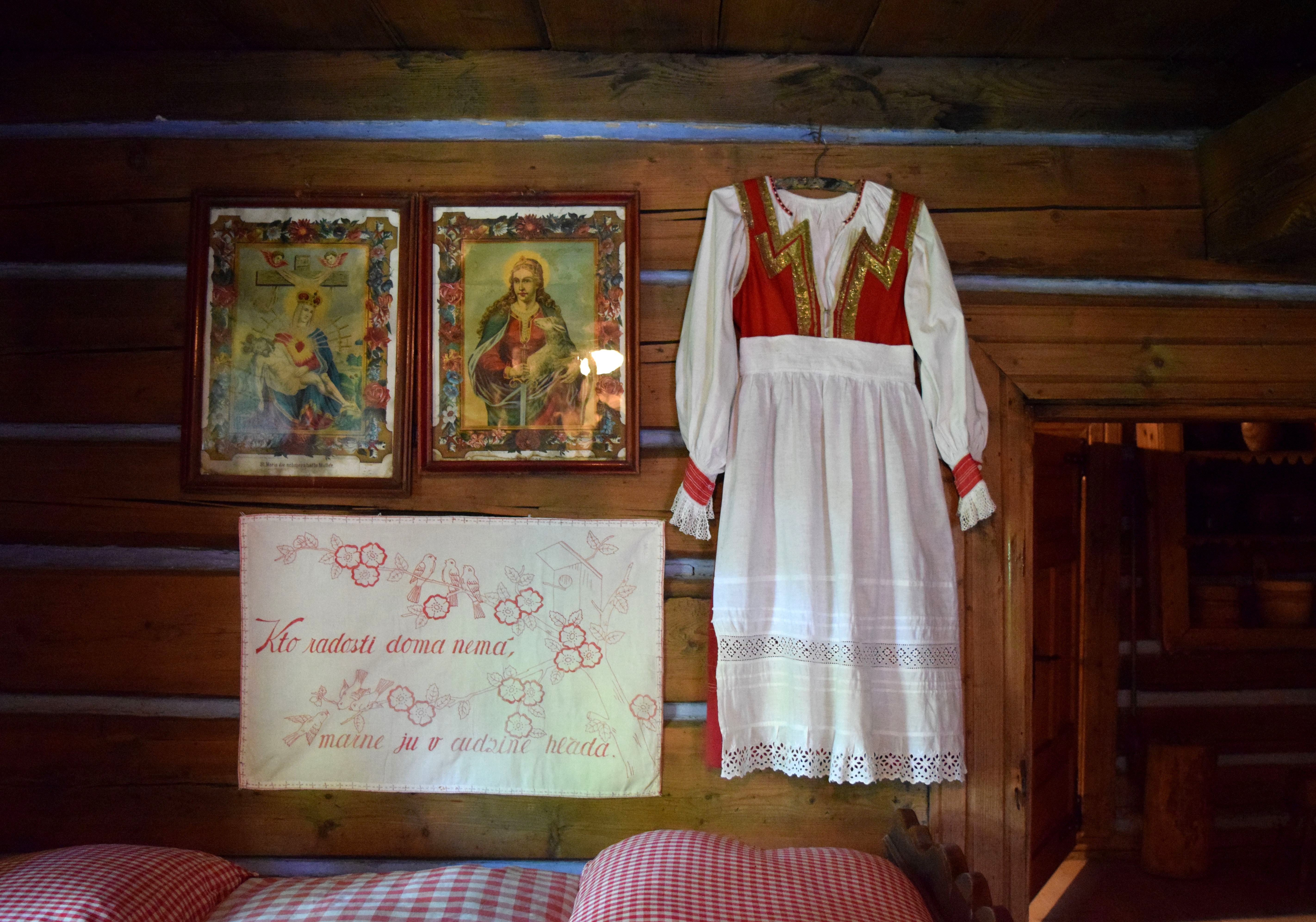
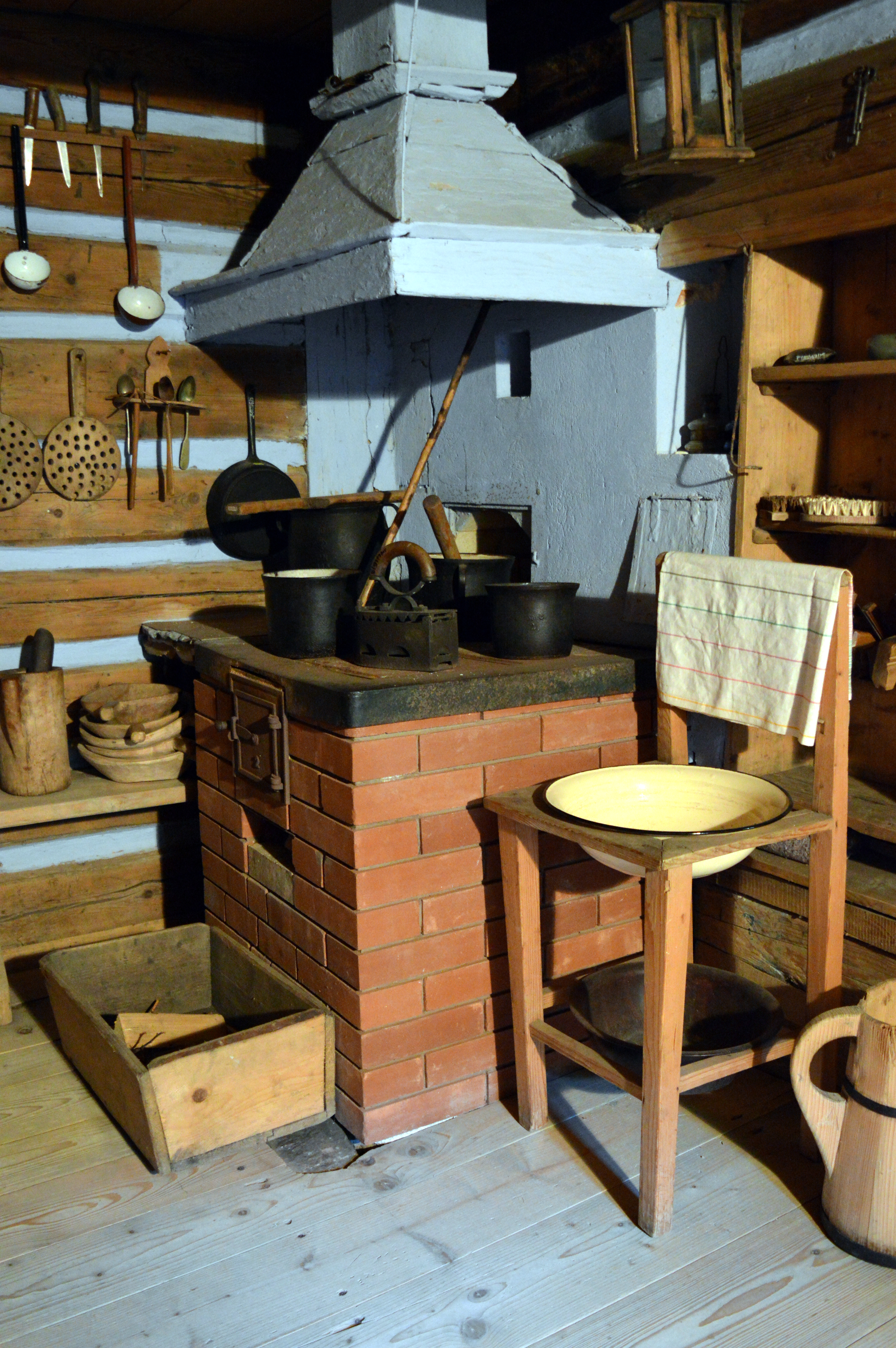
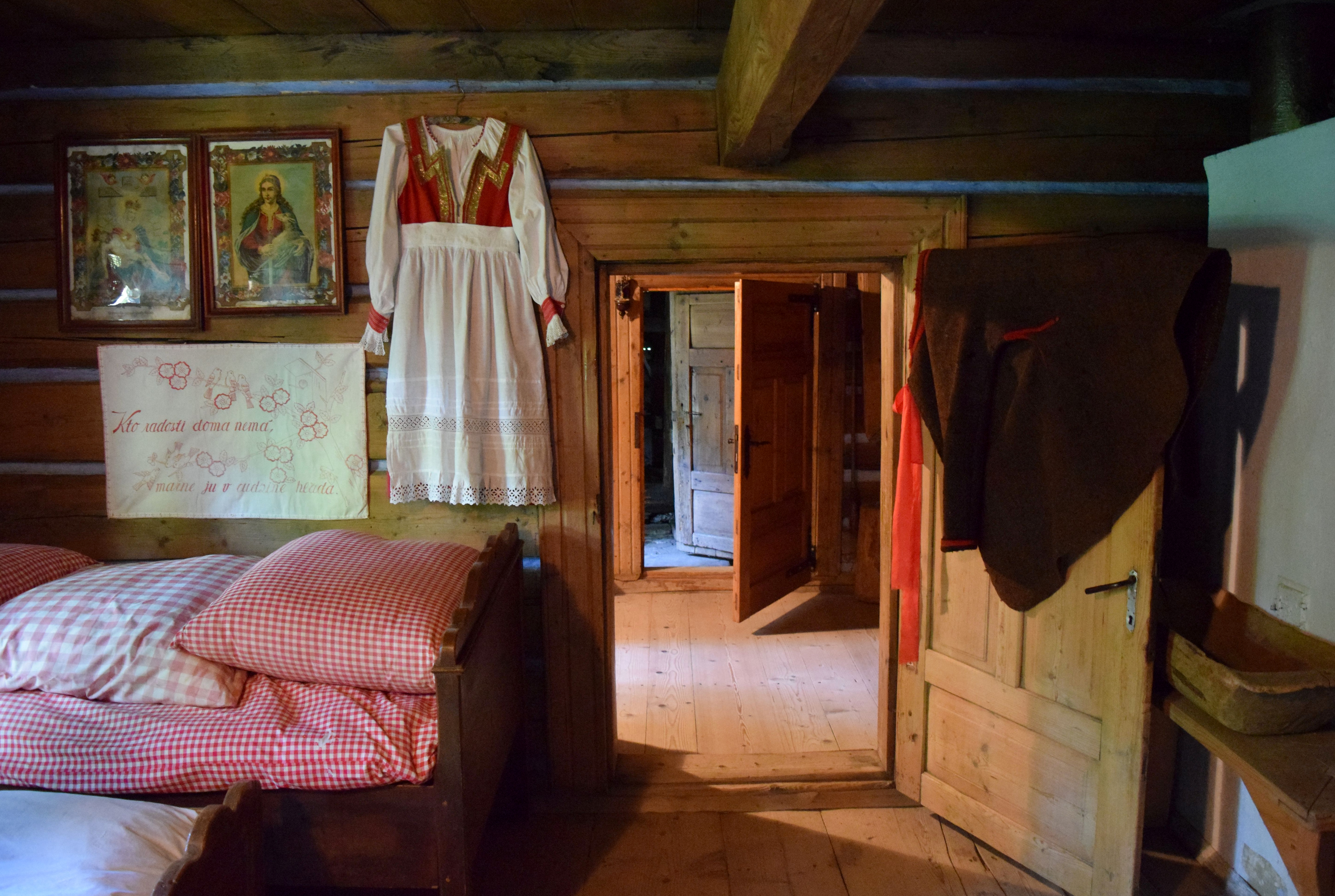
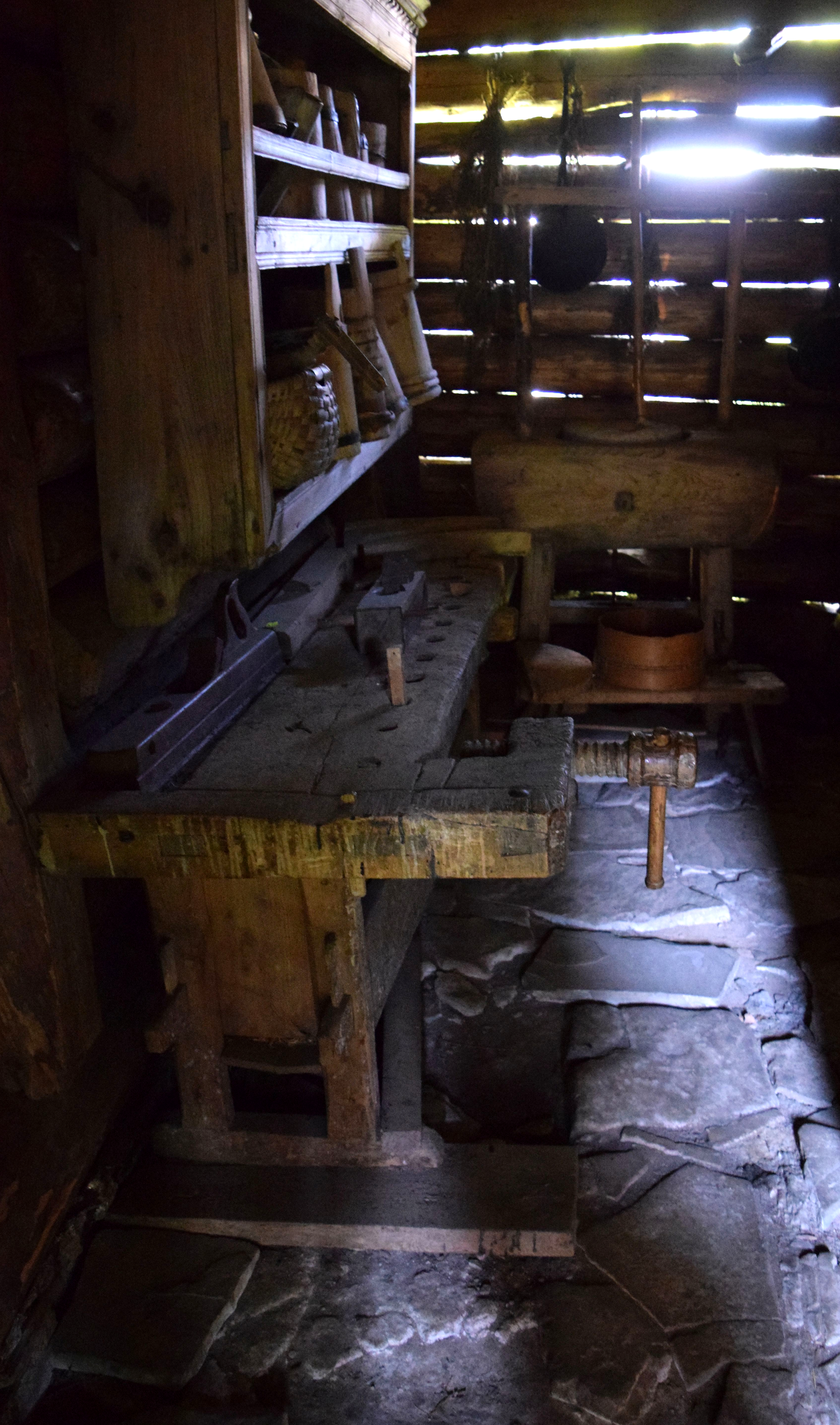
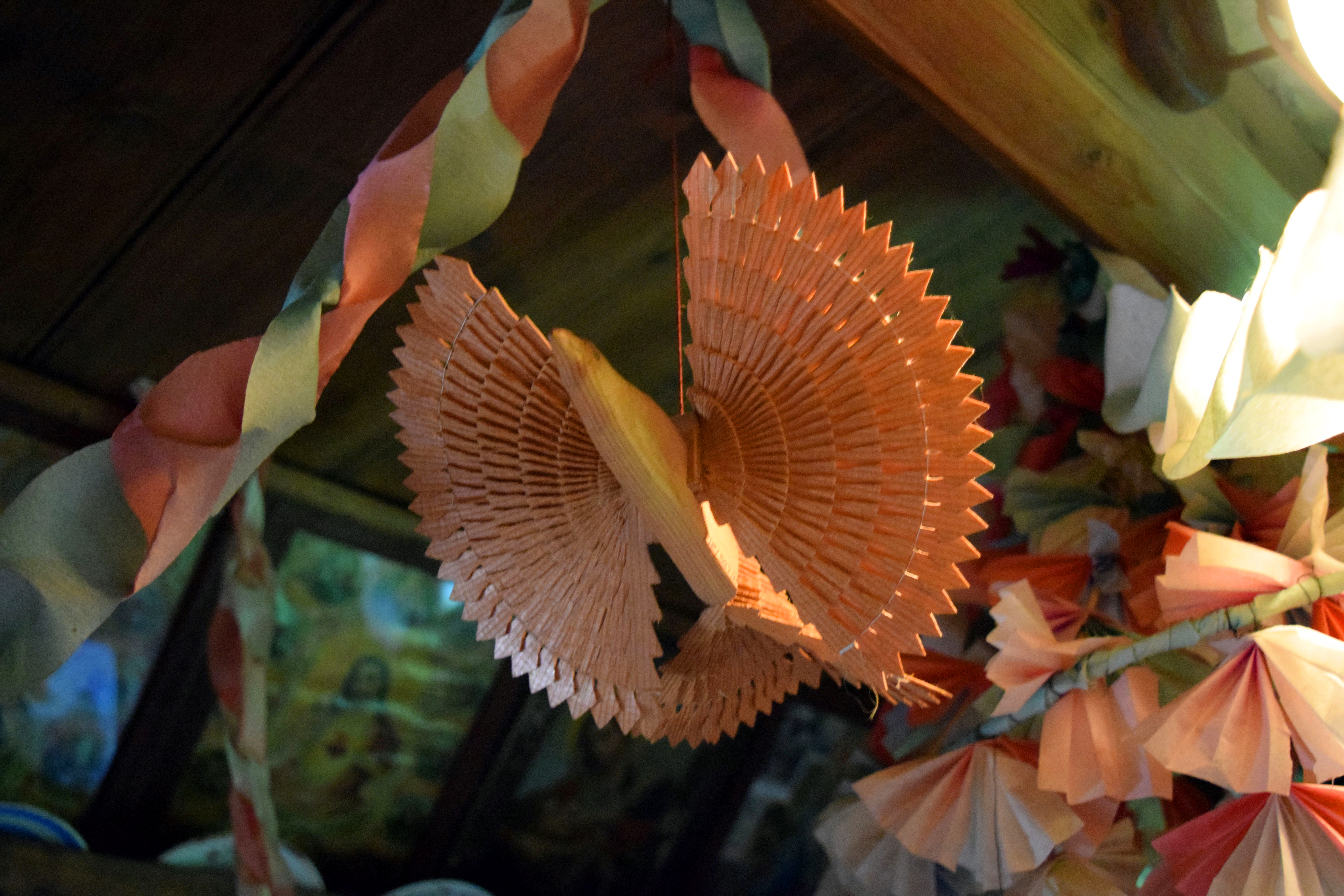
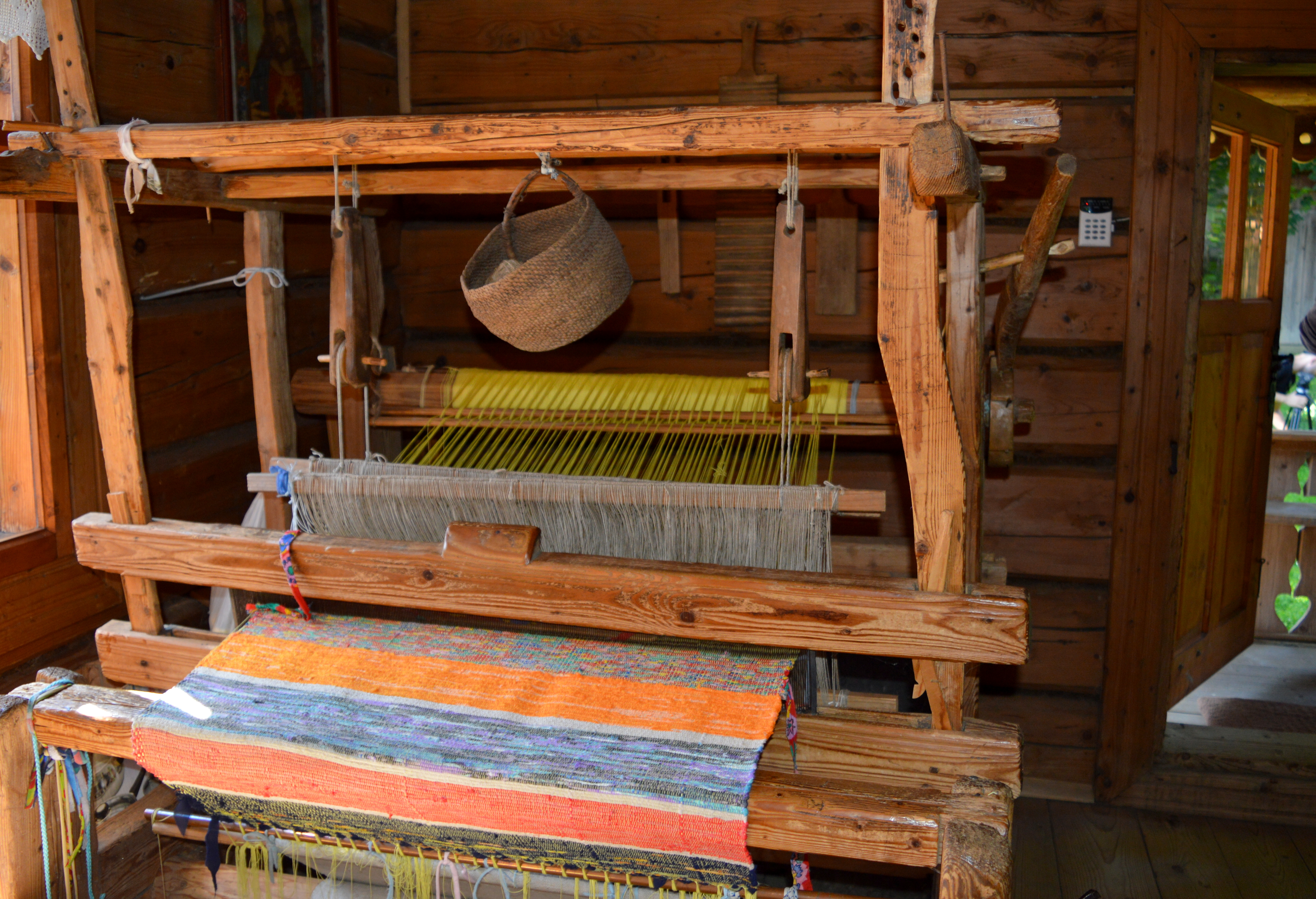
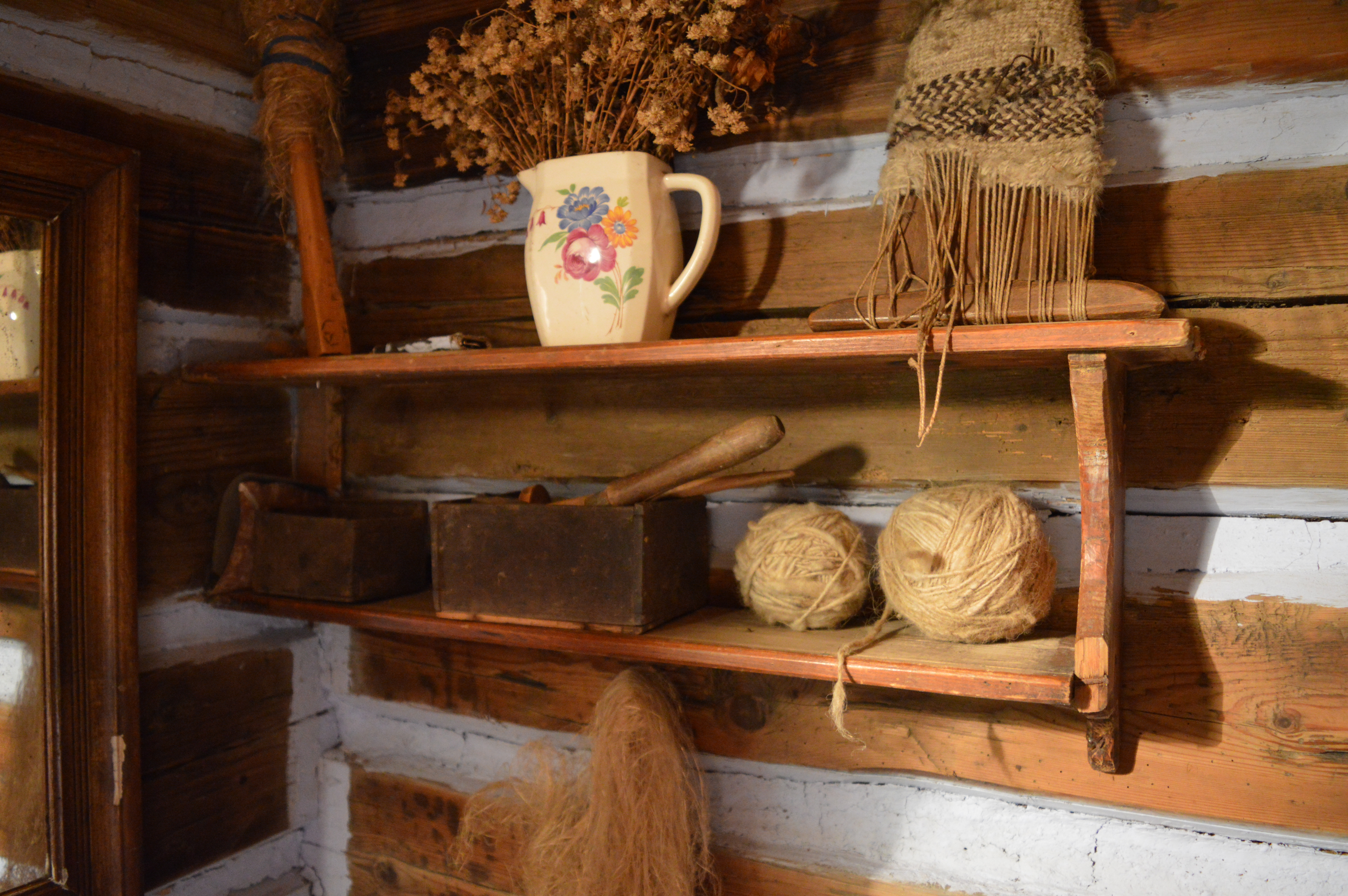
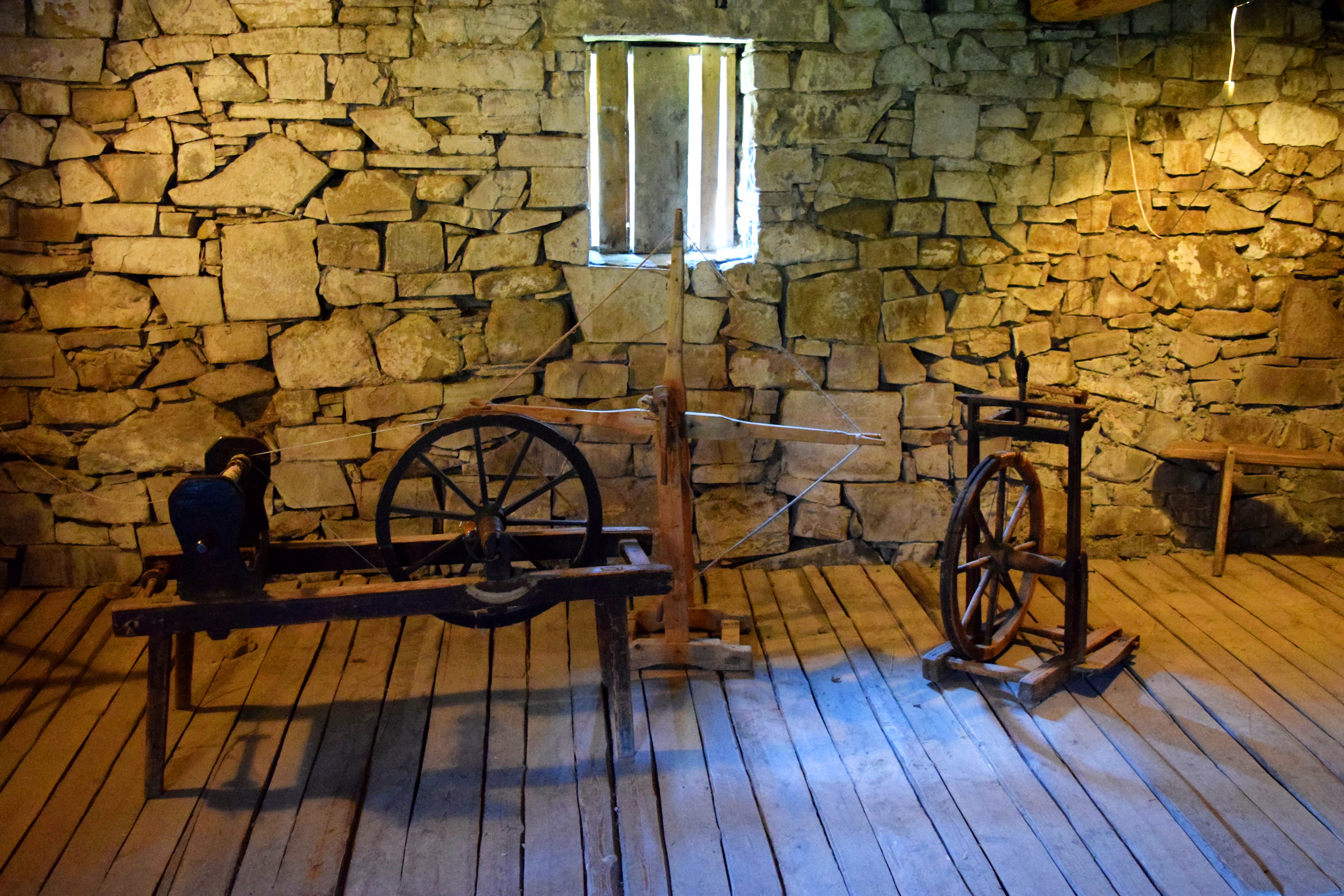